# Quindimil
Quindimil (llamada oficialmente San Miguel de Quindimil) es una parroquia y una aldea española del municipio de Palas de Rey, en la provincia de Lugo, Galicia.

## Organización territorial
La parroquia está formada por nueve entidades de población, constando seis de ellas en el nomenclátor del Instituto Nacional de Estadística español:
- Boi Pardo
- Fermil
- Montarelo
- Pena (A Pena)
- Penela
- Quindimil
- Vilar do Monte
- Vilarramil
- Xancís

## Demografía

### Parroquia
| Gráfica de evolución demográfica de Quindimil (parroquia) entre 2000 y 2020 |
|                                                                             |
| Datos según el nomenclátor publicado por el INE.                            |

### Aldea
| Gráfica de evolución demográfica de Quindimil (aldea) entre 2000 y 2020 |
|                                                                         |
| Datos según el nomenclátor publicado por el INE.                        |